# Khronos
Khronos – szósty album studyjny greckiego zespołu black metalowego Rotting Christ. Ukazał 29 sierpnia 2000 roku nakładem wytwórni Century Media. Nagrania dokonano w szwedzkim Abyss Studios w marcu 2000.

## Lista utworów
Opracowano na podstawie materiału źródłowego.
| Nr  | Tytuł utworu               | Autorzy         | Długość |
| --- | -------------------------- | --------------- | ------- |
| 1.  | „Thou Art Blind”           | Sakis Tolis     | 2:47    |
| 2.  | „If It Ends Tomorrow”      | Sakis Tolis     | 4:28    |
| 3.  | „My Sacred Path”           | Sakis Tolis     | 5:38    |
| 4.  | „Aeternatus”               | Sakis Tolis     | 3:14    |
| 5.  | „Art of Sin”               | Sakis Tolis     | 5:18    |
| 6.  | „Lucifer Over London”      | David Tibet     | 5:15    |
| 7.  | „Law of the Serpent”       | Georgios Tolias | 2:08    |
| 8.  | „You Are I”                | Sakis Tolis     | 3:27    |
| 9.  | „Khronos”                  | Sakis Tolis     | 6:37    |
| 10. | „Fateless”                 | Sakis Tolis     | 4:10    |
| 11. | „Time Stands Still”        | Sakis Tolis     | 05:04   |
| 12. | „Glory of Sadness”         | Sakis Tolis     | 11:22   |
| 13. | „Phobia” (utwór dodatkowy) | Sakis Tolis     | 5:39    |
|     |                            |                 | 1:05:07 |

## Twórcy
Opracowano na podstawie materiału źródłowego.
| Zespół Rotting Christ w składzie - Sakis Tolis – gitara, śpiew, produkcja muzyczna - Kostas Vassilakopoulos – gitara - Andreas Lagios – gitara basowa - Themis Tolis – perkusja - Georgios Tolias – instrumenty klawiszowe |  | Dodatkowi muzycy - Jan Roger Halvorsen – perkusja Inni - Peter Tägtgren – produkcja - Lars Szöke – inżynieria dźwięku - Seth Siro Anton – okładka, oprawa graficzna |